# Шайла Стайлз
Шайла Стайлз (на английски: Shyla Stylez) е канадска порнографска актриса, родена на 23 септември 1982 г. в град Армстронг, Британска Колумбия, Канада.

## Кариера
Започва кариерата си в порнографската индустрия през 2001 г., на 19-годишна възраст.
През 2005 г. Стайлз е забъркана в секс скандал с бившия асистент шериф на Ориндж Каунти Джордж Джарамило, като е обвинена, че е имала няколко сексуални контакта с него.
Шайла Стайлз е включена в класацията на списание „Максим“ – Топ 12 жени звезди в порното, известна и като „мръсната дузина“.
Участва в игралния филм „Холивуд секс войни“ (2011). На 9 ноември 2017 г. е открита безжизнена в леглото си от нейната майка. Малко след това е констатирано, че е починала.

## Награди и номинации
- 2011: Urban X зала на славата.[8]
- 2016: AVN зала на славата.[1]
- 2003: Номинация за AVN награда за най-добра нова звезда.[9]
- 2007 AVN Award nominee – Best All-Girl Sex Scene, Video – Girlvana 2 – най-добра секс сцена само с жени
- 2007: Финалистка за F.A.M.E. награда за любими гърди.[10]
- 2008: AVN Award nominee – Best Supporting Actress, Video – Coming Home – най-добра поддържаща актриса
- 2008 AVN Award nominee – Best Interactive DVD – My Plaything: Shyla Stylez
- 2009 AVN Award nominee – Best Tease Performance – Curvy Girls
- 2009 AVN Award nominee – Best POV Sex Scene – Full Streams Ahead – най-добра секс сцена
- 2009: Номинация за AVN награда за най-добра групова секс сцена – заедно със Стоя, Габриела Фокс, Вероника Рейн, Аби Брукс, Бриа Лин, Чарлс Дера, Мануел Ферара и Марко Бандерас за изпълнение на сцена във филма „Пирати 2: Отмъщението на Стагети“.[11]
- 2009: Номинация за XBIZ награда за жена изпълнител на годината.[12]
- 2009: Номинация за Hot d'Or награда за най-добра жена американски изпълнител.[13]
- 2010: AVN Award nominee – Best POV Sex Scene – Jack's POV 12 – най-добра секс сцена
- 2010: Номинация за XBIZ награда за жена изпълнител на годината.[14]
- 2010: Финалистка за F.A.M.E. награда за любима анална звезда.[15]
- 2010: Финалистка за F.A.M.E. награда за любими гърди.[15]
- 2010: Номинация за F.A.M.E. награда за най-горещо тяло.[15]
- 2011: Номинация за XRCO награда за оргазмен аналист.[16][17]
- 2016: AVN зала на славата[18]